# Mark Kleinschmidt
Mark Kleinschmidt, född den 28 maj 1974 i Oberhausen i Tyskland, är en tysk roddare.
Han tog OS-silver i åtta med styrman i samband med de olympiska roddtävlingarna 1996 i Atlanta.